# Ixtahuacán
Ixtahuacán é um município da Guatemala localizado no departamento de Huehuetenango. Ele está situado na 1580 metros acima do nível do mar, possui 30.500 habitantes e abrange um terreno de 184 km².